# Fischmaulschnitt
Bei einem Fischmaulschnitt handelt es sich um eine chirurgische Behandlung eines Panaritiums (eitrige Entzündung im Bereich der Beugesehnen der Finger). Es wird ein bogen- bzw. hufeisenförmiger Schnitt an der Fingerkuppe (ungefähr 3 mm vom Nagelrand, maximal bis zur Beugefalte des Endgelenkes) durchgeführt, durch welchen es gelingt, die Fingerbeere aufzuklappen und Eiter oder totes Gewebe zu entfernen.
Es ist außerdem eine allgemeine Bezeichnung für Hautschnitte bei Extremitätenamputationen.
Unter Fishmouth Incision (englische Bezeichnung für Fischmaulschnitt) versteht man außerdem eine Prozedur zur Mastektomie bei der Frau-zu-Mann-Brustchirurgie. Die Technik entfernt nicht gewolltes Brustgewebe und erzeugt hierdurch eine flache Brust.
Da die horizontalen Narben, welche sich von dem Brustwarzenhof (Areola) erstrecken, ein nicht natürliches Muster an Narben hinterlassen, wird dieses Verfahren hauptsächlich von nicht binären Transgender-Individuen gewählt.
Der Fischmaulschnitt vereinigt verschiedene Elemente anderer chirurgischer Vorgehensweisen. So erinnert er zum Teil an den T-Schnitt (benannt nach seinem Erfinder Jan O. Strömbeck) oder die Knopflochpunktion. Nichtsdestotrotz ist der Fischmaulschnitt in dem Sinne einzigartig, dass er Narben hinterlässt, welche an nicht üblichen anatomischen Orten liegen. Die Narben breiten sich horizontal von der Areola aus – sowohl nach außen, als auch nach innen hin.
Ein Vorteil dieses Schnittes ist, wie auch beim T-Schnitt oder der Knopflochpunktion, dass er eine höhere Wahrscheinlichkeit hat, die erhöhte Sensibilität der Brustwarze und des Areola-Gebiets zu erhalten.
Ein weiterer Vorteil liegt darin, dass er einen nicht zu vernachlässigenden Grad an Flachheit und Bruststraffung schaffen kann, welcher mit dem T-Schnitt nicht möglich ist.